# 徐维众
徐维众（1948年—），辽宁海城人，汉族，中华人民共和国政治人物、第十一届全国人民代表大会黑龙江地区代表。
毕业于省委党校党政干部专修科，是中共党员。担任双鸭山市第十四届人大常委员会主任。2008年起担任全国人大代表。